# تالجیو
تالجیو (به ایتالیایی: Taleggio) یک کومونه در ایتالیا است که در استان برگامو واقع شده‌است.

## خصوصیات
تالجیو ۴۶٫۶ کیلومترمربع مساحت و ۵۸۳ نفر جمعیت دارد و ۷۵۸ متر بالاتر از سطح دریا واقع شده‌است.